# Château du Chazepaud
Le château du Chazepaud, château de chazelpaud ou encore château du Chazépaud, est situé au lieu-dit Chazepeau, sur la commune de Saint-Bard, dans le département de la Creuse, région Nouvelle-Aquitaine, en France.

## Historique
Le château a été construit dans les années 1910, par Émile Chapal, créateur d'une filiale aux États-Unis de la société Chapal créée à Crocq.
C'est en 2019 un restaurant et maison d'hôte.

## Architecture
Le style architectural s'inspire grossièrement des châteaux Renaissance de la Loire, bien que la taille et l'usage des lieux le rapprochent d'un manoir du XIXe siècle plus que d'un château féodal. Une façon pour ses propriétaires de montrer leur réussite financière et sociale. Émile Chapal, son commanditaire, fit également construire le château du Rocher à La Villeneuve à la même période.

### Pages externes
- Photo du château de Chazepaud, début XXe siècle, sur http://cartes-postales-en-series.e-monsite.com